# Lipoksigenaza
Lipoksigenaza (EC 1.13.11.12, 13-lipoksidaza, karotenksa oksidaza, 13-lipoperoksidaza, masna oksidaza, 13-lipoksidaza, lionoleat:O2 13-oksidoreduktaza) je enzim sa sistematskim imenom linoleat:kiseonik 13-oksidoreduktaza. Ovaj enzim katalizuje sledeću hemijsku reakciju
(1) linoleat + O2 {\displaystyle \rightleftharpoons } ()-13-hidroperoksioktadeka-9,11-dienoat
(2) alfa-linolenat + O2 {\displaystyle \rightleftharpoons } ()-13-hidroperoksioktadeka-9,11,15-trienoat
Ovaj enzim sadrži nehemno gvožđe. Rasprostanjena biljna lipoksigenaza oksiduje linoleat i alfa-linolenat, dve najzastupljenije polinezasićene masne kiseline kod biljki, putem umetanja molekularnog kiseonika na C-13 poziciju (S)-konfiguracijom.

## Literatura
- Nicholas C. Price; Lewis Stevens (1999). Fundamentals of Enzymology: The Cell and Molecular Biology of Catalytic Proteins (Third изд.). USA: Oxford University Press. ISBN 019850229X.
- Eric J. Toone (2006). Advances in Enzymology and Related Areas of Molecular Biology, Protein Evolution (Volume 75 изд.). Wiley-Interscience. ISBN 0471205036.
- Branden C; Tooze J. Introduction to Protein Structure. New York, NY: Garland Publishing. ISBN 0-8153-2305-0.
- Irwin H. Segel. Enzyme Kinetics: Behavior and Analysis of Rapid Equilibrium and Steady-State Enzyme Systems (Book 44 изд.). Wiley Classics Library. ISBN 0471303097.
- William P. Jencks (1987). Catalysis in Chemistry and Enzymology. Dover Publications. ISBN 0486654605.

## Spoljašnje veze
- Linoleate+13S-lipoxygenase на 